# Systropus interlitus
Systropus interlitus är en tvåvingeart som först beskrevs av Seguy 1963.  Systropus interlitus ingår i släktet Systropus och familjen svävflugor. Inga underarter finns listade i Catalogue of Life.